# Équipe d'Afrique de l'Est de cricket
L'Équipe d'Afrique de l'Est de cricket est une ancienne équipe de cricket. Elle représentait à la fois le Kenya, la Tanzanie, l'Ouganda et la Zambie. Elle participa à la Coupe du monde de cricket en 1975. Elle participa également aux ICC Trophies en 1979, 1982, 1986 (lors de ces deux dernières éditions, elle ne représentait plus que la Tanzanie , l'Ouganda et la Zambie, le Kenya disposant de sa propre équipe).
L'Afrique de l'Est fut membre associé de l'ICC de 1966 à 1989.

## Palmarès
| Coupe du monde de cricket - 1975 : premier tour |  | ICC Trophy - 1979: premier tour - 1982: premier tour - 1986: premier tour |